# Kyoto
 For alternative betydninger, se Kyoto (flertydig). (Se også artikler, som begynder med Kyoto)
Kyoto (京都市 Kyōto-shi) er en by i Japan. Byen ligger på sydsiden af øen Honshū. Den har 1.463.723(2020)indbyggere. Kyoto har tidligere været landets kejserlige hovedstad i mere end 1.000 år.
Kyoto har lagt navn til Kyoto-aftalen, der skal begrænse verdens landes udslip af drivhusgasser.

## Navn
På japansk har byen været kaldt Kyō (京), Miyako (都) eller Kyō no Miyako (京の都). I det 11. århundrede fik byen sit nuværende navn Kyoto (som betyder hovedstaden) fra det kinesiske ord for hovedstad: jingdu (京都).[2] 
Efter at byen Edo blev omdøbt til Tokyo (som betyder "Den østlige hovedstad") i 1868, og kejseren flyttede dertil, så blev Kyoto i kort periode kaldet Saikyō (西京, som betyder "Den vestlige hovedstad").

## Galleri
- Kinkaku-ji, Det gyldne tempel i Kyoto
- Kyotos hovedgade, 1891